# Российско-грузинский бой в Чёрном море
Росси́йско-грузи́нское вое́нно-морское сражение (груз. აფხაზეთის სანაპიროს ბრძოლა) — морской бой между Черноморским флотом ВМФ России и ВМС Грузии, который состоялся 10 августа 2008 года около побережья Абхазии в ходе войны в Грузии.

## Столкновение
10 августа 2008 года группировка Черноморского флота РФ, состоящая из 2 больших десантных кораблей (флагман «Цезарь Куников» и «Саратов») и 2 кораблей охранения (МРК «Мираж» и МПК «Суздалец») находилась у берегов Абхазии, в зоне, объявленной Россией зоной безопасности на время конфликта. Флагман Черноморского флота ГРКР «Москва» находился в этот день в районе Новороссийска и не принимал участия в бою.
В районе патрулирования российскими кораблями были обнаружены 5 идущих на большой скорости не идентифицированных катеров (по более поздним данным — 1 гидрографический, 3 патрульных и 1 ракетный катер «Диоскурия» (типа «Комбатант-2», полученный из Греции, вооруженный 6 ПКР Пингвин МК2 "), бортовой номер 303), которые нарушили границу объявленной Россией зоны безопасности и не реагировали на предупреждения, — грузинские катера шли на сближение с кораблями Черноморского флота. В 18.39 один из российских кораблей произвёл выстрел зенитной ракетой из ЗРК «Оса-М», упавшей между катерами. При этом, по гипотезе И. Матвеева, был подожжён шрапнелью сторожевой катер Р-204 (проект 1400М, «Гриф»), но остался в строю. Грузинские катера продолжали двигаться прежним курсом на сближение и увеличили скорость.
Тогда в 18.41 МРК «Мираж» с дистанции 25 км выпустил по ракетному катеру типа «Комбатант-2» 2 крылатые ракеты «Малахит». В результате попадания обеих ракет катер быстро затонул (исчез с экрана радара после большой кратковременной засветки, оставляемой взрывом цели). О потоплении катера известно только из рапорта российских моряков, место предполагаемого поражения цели не обследовалось.
Оставшиеся 4 грузинских катера развернулись назад, но в 18.50 один из них снова пошёл на сближение с кораблями ЧФ. МРК «Мираж» с дистанции 15 км выпустил по нему ракету из ЗРК «Оса-М». После попадания ракеты в борт катера DHK-82 типа «Ярославец» потерял скорость и вышел с линии огня и после снятия экипажа другим катером выгорел и затонул. По другим данным, это был ракетный катер «Тбилиси» (бортовой номер 302), вооружённый двумя ракетами П-15 «Термит». Версия о том, что невооружённый гидрографический катер пошёл в атаку на военные корабли, не выдерживает критики.
По одним данным, целью ракетных катеров Грузии было разведывательное оборудование США (разведывательный буй), которое они пытались забрать до подхода кораблей РФ. По другим данным, катера Грузии пытались атаковать БДК «Цезарь Куников». Грузинские патрульные катера (в том числе «Гантиади») были построены в качестве гражданских судов, однако при поступлении в ВМФ Грузии были переделаны с установкой на них вооружения.Ракетный катер типа «Комбатант-2» был получен из Греции, в качестве помощи от НАТО.
Здесь необходимо уточнить, что российские корабли имели боевую задачу высадить десант, а не вылавливать ГАС в водах Абхазии, поэтому если бы задачей грузинских катеров было снять свою ГАС, они могли это сделать, не вступая в боевое столкновение с российскими судами.
После высадки российского десанта в порт Поти ими с помощью взрывчатки и гранатомётов были подорваны стоявшие в порту грузинские вооруженные катера, в том числе катер «Тбилиси», а также ракетный катер типа «Комбатант-2», получивший в грузинском флоте название «Диоскурия».
Из всего списка судов грузинского флота нет никаких сведений о судьбе сторожевого корабля «Гантиади», именно поэтому высказываются предположения, что именно «Гантиади» был принят за ракетный катер «Тбилиси» и был потоплен. «Гантиади» имел на борту 2×23 мм АУ ЗУ-23-2, 2 пулемета.
Из доклада командира МРК «Мираж» флагману: «Из пяти целей одна уничтожена, одна повреждена, три вышли из боя. Расход ракет: противокорабельных — две, зенитных — одна, потерь среди личного состава нет. Повреждений корабля нет».
Картина боя восстановлена по репортажу программы «Вестей» и не всегда согласуется со сведениями из других источников. В частности, не отражено использование артиллерийского вооружения кораблями ЧФ, о чём было заявлено в первоначальном сообщении официальных лиц о произошедшем морском бое. Неизвестно точно, какой именно грузинский катер был потоплен ракетной атакой. Его идентификация базируется на предположениях военных и опознанным катерам Грузии, подорванным в порту Поти российскими военными 13 августа 2008.
Грузинская сторона не раскрывает подробностей о данном морском бое. В списках погибших грузинских военных значатся 5 моряков, но, по сведениям грузинской стороны, они погибли во время обстрела порта Поти российскими тактическими ракетами «Точка-У» с осколочными кассетами.

## Неясности в репортаже «Вестей»
В «Независимой газете» обозревателем и военным историком А. Б. Широкорадом, а также в публикациях на форуме отмечаются ряд неясностей в репортаже программы «Вести» за авторством Аркадия Мамонтова. В основном эти неясности касаются идентификации участвовавших в бою и потопленных грузинских кораблей, а также некоторые незначительные детали боя. В частности, упоминаются следующие пункты:
- На любительской видеосъемке потопленных российским десантом в порту Поти военных катеров хорошо видны оба грузинских ракетных катера — «Тбилиси» (проект 205МР) и «Диоскурия» (тип «Комбатант 2»). Это свидетельствует о том, что в ходе боя был потоплен другой катер.[10]
- Упоминается, что катер «Тбилиси» был поражен попаданием двух ПКР П-120 Малахит, одной в машинное отделение и второй — в рубку. Но непонятно как это было определено с дистанции в 25 км, особенно после первого попадания тяжелой ПКР с массой боевой части в 500 кг. На кадрах из Поти повреждений на грузинских катерах не видно до тех пор, пока катера не были подорваны российскими десантниками прямо у причалов.